# Silviano Santiago
Silviano Santiago né à Formiga, dans le Minas Gerais, le 29 septembre 1936) est un essayiste, poète, et professeur brésilien.

## Biographie
Em 1959, il est diplôme de lettres à l’Université Fédérale de Minas Gerais. Il quitte le Brésil pour Paris et suit un cursus de littérature de la Sorbonne et obtient un doctorat. En 1969, il publie à New York l'anthologie Brasil.

Il enseigne ensuite dans différentes universités anglo-saxonnes : Yale, Stanford, Université du Texas, d’Indiana et de Toronto.

Il vit actuellement à Rio de Janeiro et continue d'écrire pour des journaux brésiliens.
En 1985, il traduit Poèmes de Jacques Prévert et, dix ans plus tard, traduit Pourquoi j'aime Barthes, de Alain Robbe-Grillet.
Il a été trois fois lauréat du Prix Jabuti, il a également reçu le Prêmio Machado de Assis pour l'ensemble de son œuvre en 2013.

## Œuvres
- 1955 Os velhos (premier conte - publié dans la Revista Complemento).
- 1960 4 poetas (livre de poèmes, publié avec d'autres auteurs).
- 1961 Duas faces (livre de contes publié avec Ivan Ângelo).
- 1969 Brasil: prose et poésie (Anthologie publiée à Nova York).
- 1970 Salto (poèmes). O banquete (contes).
- 1974 O olhar (roman).
- 1975 Ariano Suassuna (Anhtologie commentée). Iracema (édition commenté du roman de José de Alencar).
- 1976 Carlos Drummond de Andrade (essais).Glossaire de Derrida.
- 1978 Crescendo durante a guerra numa província ultramarina (poèmes). Uma literatura nos trópicos; ensaios sobre dependência cultural (ensaios).
- 1981 Em liberdade (roman).
- 1982 Vale quanto pesa; ensaios sobre questões político-culturais (essais).
- 1985 Stella Manhattan (romanc). Poèmes (Traduçtion du livre de Jacques Prévert).
- 1988 Brasilianische Literatur der Zeit der Militärherrschaft (1964-1988) (organisateur de  cette œuvre sur la littérature brésilienne dans la période de 1964 a 1988).
- 1989 Nas malhas da letra (esai).
- 1993 Uma história de família (roman).Viagem ao México (roman).
- 1995 Cheiro forte (poème). Por que amo Barthes (Traduction du livre de Alain Robbe-Grillet).
- 1996 Keith Jarrett no Blue Note (improvisation de jazz) (contes).
- 1999 De cócoras (roman).
- 2000 Intérpretes do Brasil (organisateur de cette ouvre en trois volumes, qui réunit des textes d'auteur qui ont pensé le Brésil).
- 2001 The Space in-between - essays on Latin American culture (Anthologie d'essais édités par Ana Lúcia Gazzola, à la Duke University Press).
- 2002 Carlos e Mário (organisation et notes de correspondance entre Mário de Andrade et Carlos Drummond de Andrade).
- 2003 República das Letras, de Gonçalves Dias a Ana Cristina César: cartes d'écrivains brésiliens: 1965-1995 (organisateur).
- 2004 O Cosmopolitismo do Pobre: Crítica Literária e Crítica Cultural (essais).O Falso Mentiroso: memórias (roman).
- 2005 Histórias Mal Contadas (contes).
- 2006 As Raízes e o Labirinto da América Latina (essai).
- 2008 Heranças (roman).
- 2010 Anônimos (contes).